# 플레이어 대 플레이어
플레이어 대 플레이어(영어: Player versus player, 약칭 PvP)는 둘 이상의 플레이어끼리 이루어지는 비디오 게임의 전투 유형으로, 플레이어가 컴퓨터 환경과 플레이하는 플레이어 대 환경(영어: Player versus environment, PvE)의 반대 개념이다.
PvP와 PvE라는 용어는 두 활동이 모두 존재하는 게임, 특히 MMORPG, MUD 및 기타 롤플레잉 비디오 게임에서 게임 모드를 구분하기 위해 가장 자주 사용된다. PvP는 플레이어가 서로 경쟁하는 모든 게임 또는 게임의 측면을 설명하는 데 광범위하게 사용될 수 있다. PvP는 롤플레잉 게임에 사용될 때 종종 논란이 된다. 대부분의 경우 플레이어 간에 능력 차이가 크다. PvP는 숙련된 플레이어가 경험이 없는 플레이어를 즉시 공격하고 죽이도록 장려할 수도 있다. PvP는 이러한 상호 작용을 포함하지만 집중하지 않는 게임의 경우 종종 플레이어 킬링(player killing)이라고 한다.

## 참고 자료
- PvE와 PvP 그리고 RvR

## 같이 보기
- 플레이어 대 환경
- 데스매치